# Hippoglossina macrops
Hippoglossina macrops is een  straalvinnige vissensoort uit de familie van schijnbotten (Paralichthyidae). De wetenschappelijke naam van de soort en van het geslacht Hippoglossina is voor het eerst geldig gepubliceerd in 1876 door Franz Steindachner. Steindachner beschreef de soort aan de hand van exemplaren afkomstig uit Mazatlán (Mexico).
De soort komt voor in het zuidoosten van de Stille Oceaan. De soort staat op de Rode Lijst van de IUCN als niet bedreigd, beoordelingsjaar 2021.